# Nauru bei den Commonwealth Games
| Gelbes Symbol für Goldmedaillen mit stilisierten Olympischen Ringen | Graues Symbol für Silbermedaillen mit stilisierten Olympischen Ringen | Braundes Symbol für Bronzemedaillen mit stilisierten Olympischen Ringen |
| ------------------------------------------------------------------- | --------------------------------------------------------------------- | ----------------------------------------------------------------------- |
| 10                                                                  | 11                                                                    | 9                                                                       |

Flagge Naurus

Der pazifische Inselstaat Nauru nahm seit 1990 an allen acht Commonwealth Games teil. Obwohl die Insel mit etwa 10.000 Einwohnern und einer Fläche von 21 Quadratkilometern zu den kleinsten Mitgliedern des Commonwealth of Nations gehört, konnten ihre Sportler bei den Spielen bereits 29 Medaillen gewinnen – alle im Gewichtheben.
Die Teilnahme der Insel bei den Spielen wird wie bei den Olympischen Spielen vom Nauru Olympic Committee organisiert.

## Geschichte
Obwohl Nauru bereits seit dem Jahr der Unabhängigkeit 1968 als special member dem Commonwealth angehörte, trat erst im Jahr 1990 mit dem Gewichtheber Marcus Stephen der erste nauruische Sportler bei den Commonwealth Games an. Er konnte in der Klasse bis 60 kg eine Gold- und zwei Silbermedaillen gewinnen. 1992 wurde er – damals noch vorübergehend für Westsamoa antretend – auch der erste nauruische Athlet bei Olympischen Spielen.
Neben der geringeren Konkurrenz konnten die nauruischen Gewichtheber bei den Commonwealth Games auch von dem Umstand profitieren, dass es anders als bei den Olympischen Spielen bis 2002 nicht nur eine Medaillenentscheidung pro Gewichtsklasse gab, sondern neben dem Zweikampf auch getrennte Wertungen in den Einzeldisziplinen Reißen und Stoßen vorgenommen wurden. Bei den Spielen 1994 und 1998 konnte Marcus Stephen sich jeweils alle drei Goldmedaillen seiner Gewichtsklasse sichern. Neben weiteren Gewichthebern umfasste das Team Naurus in jenen Jahren erstmals auch Teilnehmer anderer Sportarten, indem jeweils ein Leichtathlet für Nauru antrat.
Die Spiele von Manchester 2002 brachten dem nauruischen Verband die Rekordzahl von 15 Medaillen. Erstmals gehörten auch Frauen dem nauruischen Team an, und die Gewichtheberin Reanna Solomon gewann für ihr Land die einzigen beiden Goldmedaillen dieser Spiele. Marcus Stephen musste sich bei seiner vierten und letzten Teilnahme in der Klasse bis 62 kg jeweils dem Australier Yourik Sarkisian geschlagen geben und gewann drei Silbermedaillen.
Seit 2006 findet im Gewichtheben wie bei Olympia nur noch eine Medaillenentscheidung pro Gewichtsklasse statt. Bei den Spielen in Melbourne blieben die Teilnehmer aus Nauru nach dem Karriereende von Marcus Stephen erstmals ohne Goldmedaille. Jedoch gewannen Sheba Deireragea Silber und Itte Detenamo Bronze. In Delhi 2010 gewann Detenamo Silber und Yukio Peter Gold – die insgesamt zehnte Goldmedaille für Nauru bei den Commonwealth Games. Erstmals seit 1998 bestand das nauruische Team bei diesen Spielen nicht ausschließlich aus Gewichthebern: Vier Boxer traten für die Insel an, scheiterten jedoch mit einer Ausnahme (Jake Ageidu) alle bereits in der ersten Runde.
2014 trat Nauru in Glasgow mit insgesamt neun Athleten in den Sportarten Gewichtheben, Boxen und Leichtathletik an. Die einzige Medaille gewann Itte Detenamo als Zweitplatzierter im Gewichtheben der Männer über 105 kg.
Bei den Commonwealth Games 2018 in Gold Coast trat Nauru mit 16 Sportlern an, die bis dahin höchste Teilnehmerzahl des Landes. Zum Team gehörten zehn Gewichtheber und je zwei Ringer, Boxer und Leichtathleten. Es konnte jedoch nur eine Medaille errungen werden, von der Gewichtheberin Charisma Amoe-Tarrant, die in der Gewichtsklasse 90+ kg auf den zweiten Platz kam.
2022 in Birmingham nahm Nauru mit sieben Männern, unter ihnen Shadrach Cain, Ditto Ika und Ezekiel Moses, und vier Frauen: My-Only Stephen, Bernice Detudamo, Nancy Abouke und Maximina Uepa an den Wettbewerben im Gewichtheben teil. Außerdem beteiligten sich ein Wrestler, zwei Boxer, ein Judoka und drei Dreikämpfer für Nauru an den Spielen.

## Medaillenbilanz

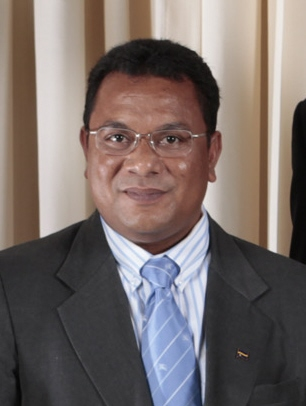
Marcus Stephen war der erste Nauruer bei den Commonwealth Games, ist mit sieben Gold- und fünf Silbermedaillen bis heute der erfolgreichste Teilnehmer des Landes und wurde 2007 zum Präsidenten der Republik Nauru gewählt

| Commonwealth Games |              |      |        |        |       |          |
| Jahr               | Ort          | Gold | Silber | Bronze | Total | Sportler |
| 1990               | Auckland     | 1    | 2      | –      | 3     | 1        |
| 1994               | Victoria     | 3    | –      | –      | 3     | 3        |
| 1998               | Kuala Lumpur | 3    | –      | –      | 3     | 6        |
| 2002               | Manchester   | 2    | 5      | 8      | 15    | 13       |
| 2006               | Melbourne    | –    | 1      | 1      | 2     | 8        |
| 2010               | Delhi        | 1    | 1      | –      | 2     | 10       |
| 2014               | Glasgow      | –    | 1      | –      | 1     | 10       |
| 2018               | Gold Coast   | –    | 1      | –      | 1     | 16       |
| Gesamt             |              | 10   | 11     | 9      | 29    |          |

## Medaillengewinner
- Charisma Amoe-Tarrant – Gewichtheben (0-1-0)
Gold Coast 2018: Silber, Klasse über 90 kg, Frauen

- Ebonette Deigaeruk – Gewichtheben (0-0-3)
Manchester 2002: Bronze, Klasse bis 48 kg, Reißen, Frauen
Manchester 2002: Bronze, Klasse bis 48 kg, Stoßen, Frauen
Manchester 2002: Bronze, Klasse bis 48 kg, Zweikampf, Frauen

- Sheba Deireragea – Gewichtheben (0-1-3)
Manchester 2002: Bronze, Klasse bis 69 kg, Reißen, Frauen
Manchester 2002: Bronze, Klasse bis 69 kg, Stoßen, Frauen
Manchester 2002: Bronze, Klasse bis 69 kg, Zweikampf, Frauen
Melbourne 2006: Silber, Klasse bis 75 kg, Frauen

- Itte Detenamo – Gewichtheben (0-2-1)
Melbourne 2006: Bronze, Klasse über 105 kg, Männer
Delhi 2010: Silber, Klasse über 105 kg, Männer
Glasgow 2014: Silber, Klasse über 105 kg, Männer

- Mary Diranga – Gewichtheben (0-0-1)
Manchester 2002: Bronze, Klasse bis 75 kg, Stoßen, Frauen

- Jalon Renos Doweiya – Gewichtheben (0-2-0)
Manchester 2002: Silber, Klasse bis 77 kg, Stoßen, Männer
Manchester 2002: Silber, Klasse bis 77 kg, Zweikampf, Männer

- Yukio Peter – Gewichtheben (1-0-0)
Delhi 2010: Gold, Klasse bis 77 kg, Männer

- Reanna Solomon – Gewichtheben (2-0-1)
Manchester 2002: Gold, Klasse über 75 kg, Stoßen, Frauen
Manchester 2002: Gold, Klasse über 75 kg, Zweikampf, Frauen
Manchester 2002: Bronze, Klasse über 75 kg, Reißen, Frauen

- Marcus Stephen – Gewichtheben (7-5-0)
Auckland 1990: Gold, Klasse bis 60 kg, Reißen, Männer
Auckland 1990: Silber, Klasse bis 60 kg, Stoßen, Männer
Auckland 1990: Silber, Klasse bis 60 kg, Zweikampf, Männer
Victoria 1994: Gold, Klasse bis 59 kg, Reißen, Männer
Victoria 1994: Gold, Klasse bis 59 kg, Stoßen, Männer
Victoria 1994: Gold, Klasse bis 59 kg, Zweikampf, Männer
Kuala Lumpur 1998: Gold, Klasse bis 62 kg, Reißen, Männer
Kuala Lumpur 1998: Gold, Klasse bis 62 kg, Stoßen, Männer
Kuala Lumpur 1998: Gold, Klasse bis 62 kg, Zweikampf, Männer
Manchester 2002: Silber, Klasse bis 62 kg, Reißen, Männer
Manchester 2002: Silber, Klasse bis 62 kg, Stoßen, Männer
Manchester 2002: Silber, Klasse bis 62 kg, Zweikampf, Männer